# Arbuckle (Kalifornia)
Arbuckle – jednostka osadnicza w Stanach Zjednoczonych, w stanie Kalifornia, w hrabstwie Colusa.